# کاترین، دوشس کنت
کاترین، دوشس کنت (انگلیسی: Katharine, Duchess of Kent؛ زادهٔ ۲۲ فوریهٔ ۱۹۳۳) نیکوکار و آریستوکرات اهل بریتانیا است.